# ملعب فوكوشيما أزوما للبيسبول
ملعب فوكوشيما أزوما للبيسبول هو ملعب متعدد الأغراض في فوكوشيما ، اليابان . يتم استخدامه حاليًا في الغالب لمباريات البيسبول . افتتح الاستاد في الأصل عام 1986 ويتسع لـ 14300 متفرج.
سيكون مكان المباريات الافتتاحية لمنافسات البيسبول والكرة اللينة في دورة الألعاب الأولمبية الصيفية 2020 .

## روابط خارجية
- الموقع الرسمي
 {ja}}